# 种诂
种诂（？—？），名将种世衡长子。少年时羡慕宋初著名隐士的叔祖父种放为人，不参加科举。把荫蔽任官的机会让给弟弟，时称“小隐君”。其父种世衡去世后，被朝廷受官天兴尉，累迁西京左藏库副使(阶官，诸司副使，西班，从七品)、泾原路都监。神宗时召对，迁通事舍人（职，从七品），后与弟诊破夏兵，斩首两千，迁西上閣门副使（阶官，诸司副使，西班，从七品）。后知原州事、又徙鄜、隰二州，卒，年七十。
种為其姓氏，正體字即為「种」，不可誤植為「種」。